# Borgharen
Borgharen (Limburgs: Hare) is een kerkdorp dat deel uitmaakt van de gemeente Maastricht, in de Nederlandse provincie Limburg. De naam Borgharen komt van de woorden borg (kasteel) en haar (zandige heuvelrug). Tot 1970 was Borgharen een zelfstandige gemeente, waarna het door Maastricht werd geannexeerd. Sindsdien is Borgharen formeel een van de 44 officiële buurten van deze gemeente, hoewel het enkele kilometers buiten de stad ligt. Het dorp heeft circa 1700 inwoners.

## Ligging, natuur en landschap
Borgharen en het enkele kilometers noordelijker gelegen Itteren zijn de twee enige nog "zelfstandige" dorpen binnen de gemeente Maastricht. Andere nabijgelegen kernen zijn Limmel en Rothem.
Borgharen ligt ingesloten tussen twee wateren, te weten het Julianakanaal en de Maas. De Maas heeft in het laatste decennium van de 20e eeuw enkele overstromingen van het dorp veroorzaakt. Daarna zijn er dijken aangelegd rond het dorp, waardoor bij hoogwater een eiland ontstaat en de dorpskern zelf niet meer onder water loopt. Borgharen ligt op een hoogte van ongeveer 44 meter. De Kanjel stroomde vroeger langs het kasteel, de Nieuwe Kanjelbeek loopt ten zuidoosten van de oude dorpskern langs. Ten noordwesten daarvan ligt een woonwijk die in de tweede helft van de 20e eeuw werd gebouwd.

## Geschiedenis

### Romeinse en merovingische tijd

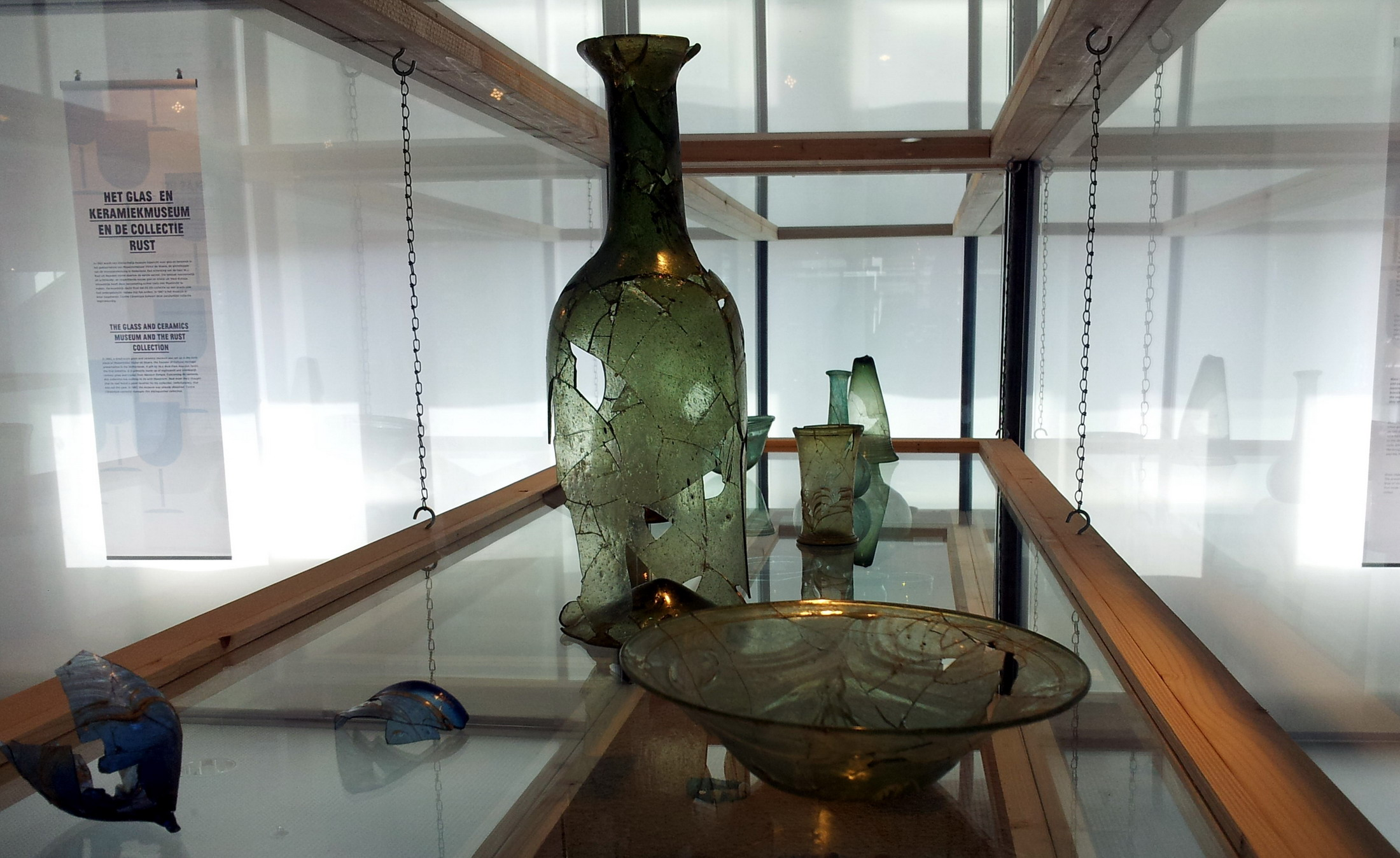
Merovingisch glas uit Borgharen, (Centre Céramique)

In 1995, 1999, 2008, 2009 en 2012 vonden in het gebied 'Op de Stein' aan de voormalige Pasestraat archeologische opgravingen plaats in verband met de aankondiging van grootschalige ontgrindingswerkzaamheden in het gebied tussen Borgharen en Itteren in het kader van het Grensmaasproject. Op het terrein werden restanten van de Romeinse villa Borgharen-Pasestraat en 23 Merovingische graven ontdekt, waarvan er 7 uitgebreid onderzocht zijn. De villa, waarvan slechts een klein deel is opgegraven, was van het type villa rustica en dateert waarschijnlijk uit de 1e eeuw na Chr. Nadat de villa in de 3e of 4e eeuw verwoest was, werd deze waarschijnlijk door de nieuwe Frankische bewoners gebruikt als vindplaats voor bouwmateriaal. De begravingen dateren uit de tweede helft van de 6e eeuw tot het eerste kwart van de 7e eeuw.

### Middeleeuwen

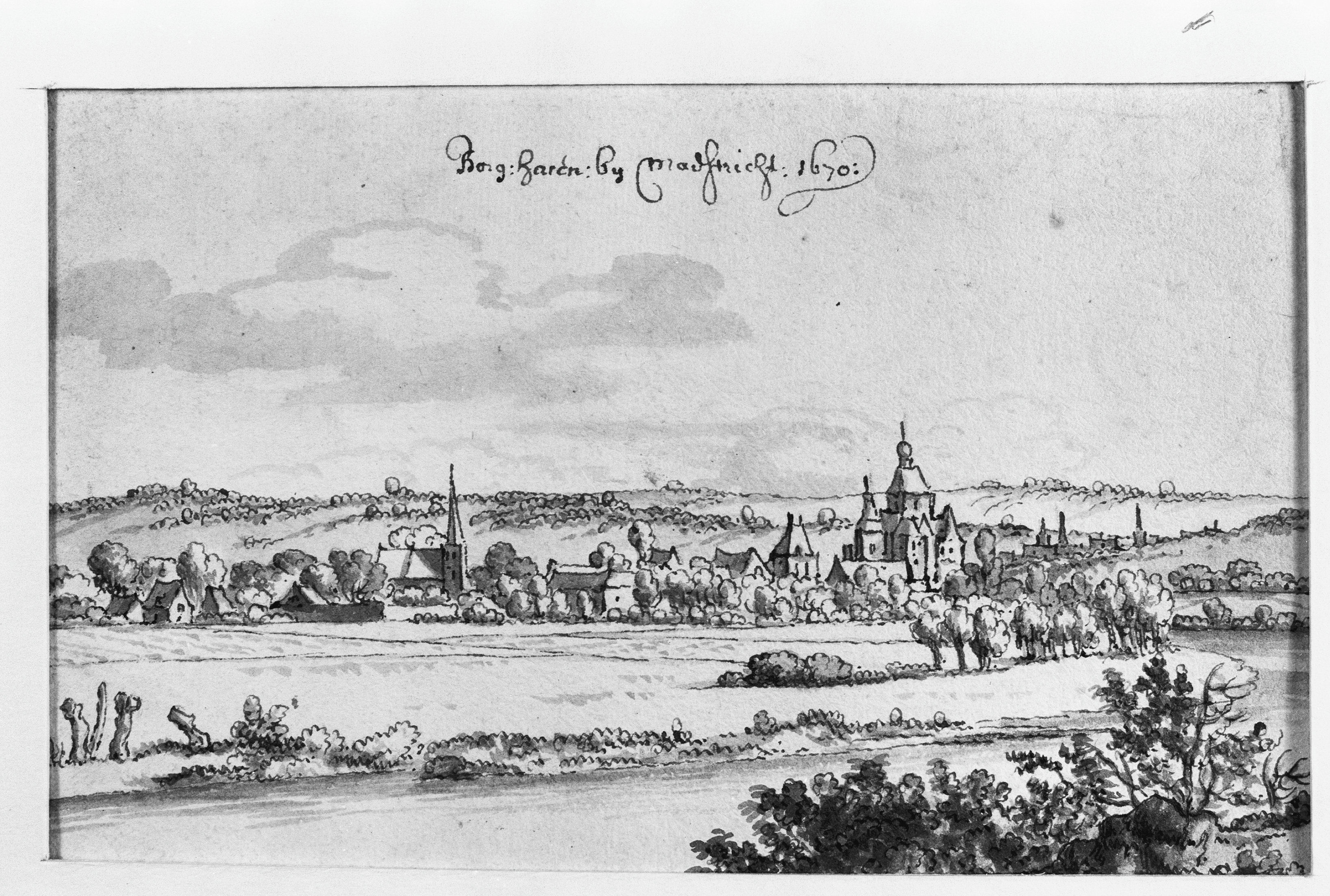
Borgharen in 1670

Borgharen werd voor het eerst vermeld (als 'Hara') in een bul van Paus Alexander III uit 1178. Daaruit blijkt dat de proosdij van Meerssen toen bepaalde cijnsrechten in Borgharen bezat. Borgharen was in die tijd nauw verbonden met het land van Valkenburg. Het kasteel werd door de heren van Valkenburg gebruikt om tol te heffen op de Maas, wat meermaals leidde tot conflicten met Maastricht, dat zijn handel bedreigd zag. In 1318 werd het kasteel door de Maastrichtenaren, gesteund door de Luikse prins-bisschop Adolf van der Mark, totaal verwoest. In 1330 werd Borgharen een Brabants leengoed.
Het is niet bekend wanneer Borgharen een zelfstandige parochie werd. De voorloper van de huidige Sint-Corneliuskerk werd in de 15e eeuw gebouwd. De pastoor van Borgharen had tevens Limmel onder zijn hoede.

### Ancien régime

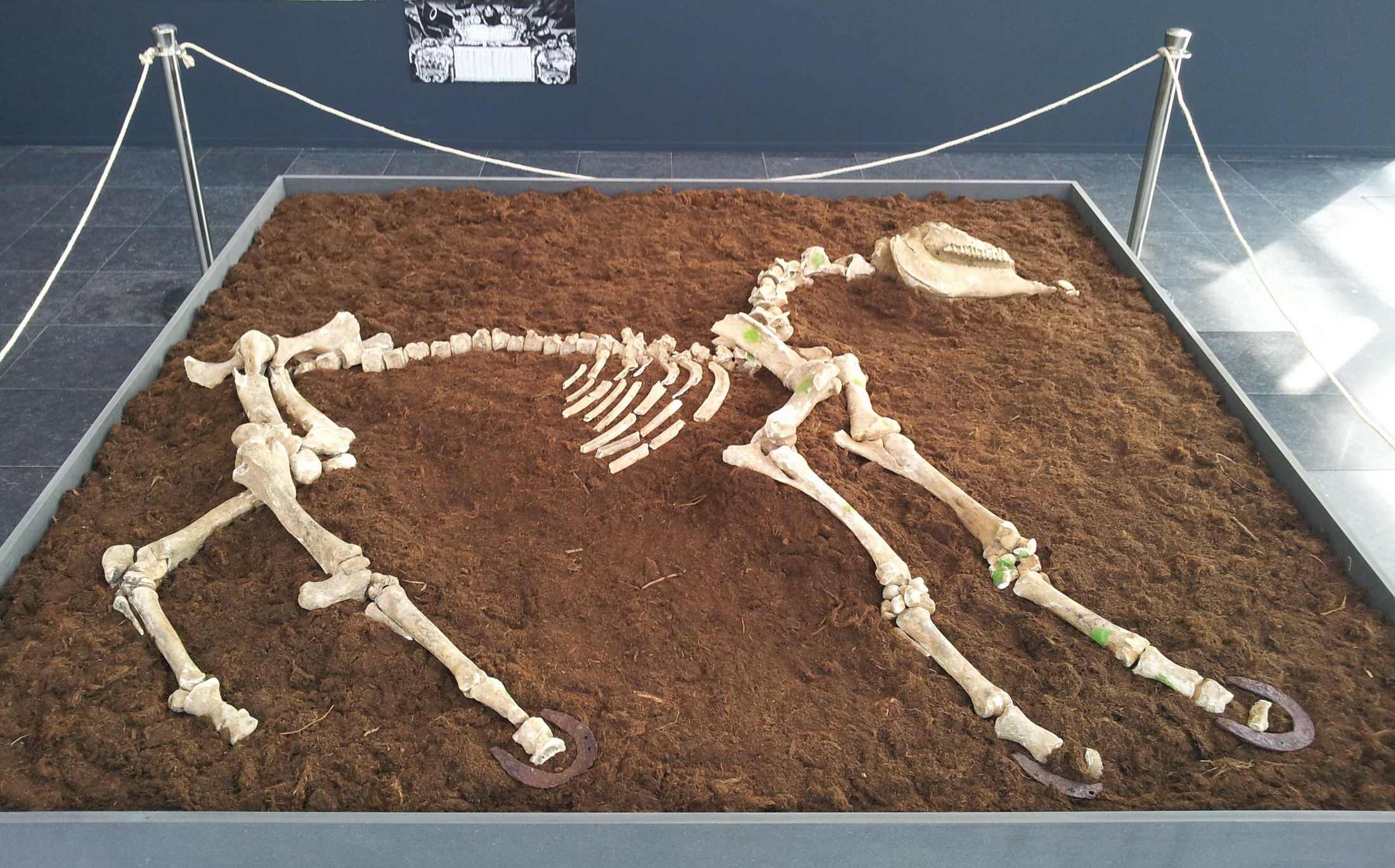
Paardenskelet uit Borgharen (Centre Céramique)

Na beëindiging van de Tachtigjarige Oorlog werd Borgharen aan de Verenigde Provinciën toegewezen, als onderdeel van Staats-Valkenburg. De kerk van Borgharen werd protestants, ondanks protesten van de plaatselijke bevolking. Tijdens de bezetting van Maastricht door de Fransen (1673-78) kregen de katholieke inwoners van Borgharen hun kerk terug. Vanaf 1680 tot aan het einde van het ancien régime gold het simultaneum, maar omdat er in Borgharen geen protestanten leefden, hoefde de kerk maar één keer per jaar aan de protestanten te worden uitgeleend.

### Massagraf paarden
In 2010 werd tijdens graafwerkzaamheden in het kader van het Grensmaasproject bij de 'Oostelijke Rug' tussen de Spekstraat en de Pasestraat een uniek massagraf met resten van 65 paarden ontdekt. Niet eerder vond men in West-Europa zoveel paardenskeletten in een paardengraf. Aanvankelijk werd vermoed dat de paarden sneuvelden of gewond raakten tijdens het beleg van Maastricht in 1632 of het beleg van 1673 door Lodewijk XIV van Frankrijk, maar later werd op basis van enkele bodemvondsten het beleg van 1794 door de Franse generaal Kléber als meest waarschijnlijke mogelijkheid gegeven. De Maastrichtse archeoloog en conservator Wim Dijkman kwam in 2020 met nieuwe argumenten die de eerdere hypothese (de datering in 1632) ondersteunen.
Een viertal musea bezitten een paardenskelet uit Borgharen: het Rijksmuseum van Oudheden in Leiden, het Maas Binnenvaartmuseum in Maasbracht, het Centre Céramique in Maastricht, en, vlakbij, het Archeologisch Bezoekerscentrum Kasteelhoeve Hartelstein nabij Itteren.

### Nieuwe tijd
Van belang voor Borgharen is de totstandkoming van het Julianakanaal (omstreeks 1930), waardoor het dorp min of meer geïsoleerd kwam te liggen tussen Maas en kanaal. Ook werd van 1925-1929 de Maasverbetering uitgevoerd en het stuwen- en sluizencomplex bij Borgharen gebouwd. Op 1 januari 1970 ging de gemeente Borgharen op in de gemeente Maastricht, samen met de gemeenten Itteren, Amby, Heer en delen van vier andere gemeenten. Al eerder, in 1951, was een klein deel van de gemeente Borgharen door Maastricht geannexeerd in verband met de aanleg van het industriegebied Beatrixhaven. In januari en december 1993 en opnieuw in januari 1995 bereikte de Maas recordstanden, waarbij grote delen van Borgharen en Itteren dagenlang onder water kwamen te staan. De schade bedroeg vele miljoenen guldens. De drie overstromingen, die ook elders langs de Maas veel schade veroorzaakten, vormden de aanzet tot het project Grensmaas.

## Bezienswaardigheden
- Het imposante Kasteel Borgharen uit de 12e-18e eeuw is het belangrijkste rijksmonument in Borgharen. In het gebouw zijn resten van een toren van het oorspronkelijke middeleeuwse gebouw opgenomen. Het poortgebouw aan de noordzijde is ontworpen door Pierre Cuypers. De Wiegershof is een kasteelboerderij die vanaf 1793 naar een ontwerp van Mathias Soiron werd gebouwd. De Maashof is een neoclassicistisch woonhuis uit 1867 met een grote koetspoort.[13]
- De Rooms-Katholieke Sint-Corneliuskerk is een neogotisch gebouw uit 1888, ontworpen door architect Johannes Kayser. Noemenswaardig zijn een 15e-eeuwse hardstenen doopvont, enkele grafstenen uit 1535 en 1720 en twee klokken uit 1699. De kerk en het omringende kerkhof zijn gemeentelijke monumenten.[14]
- Het voormalige klooster van de franciscanessen van Mariadal was van 1928 tot 1973 gevestigd in de verbouwde pastorie in de Kerkstraat (thans school), een gebouw dat echter geen rijksmonument is (zie Franciscanen in Maastricht).[15]
- De voormalige graanmolen van Borgharen, woning die behoorde bij een watermolen op de Kanjel.[16]
- Wiegershof, aan Wiegershof 1.[17]

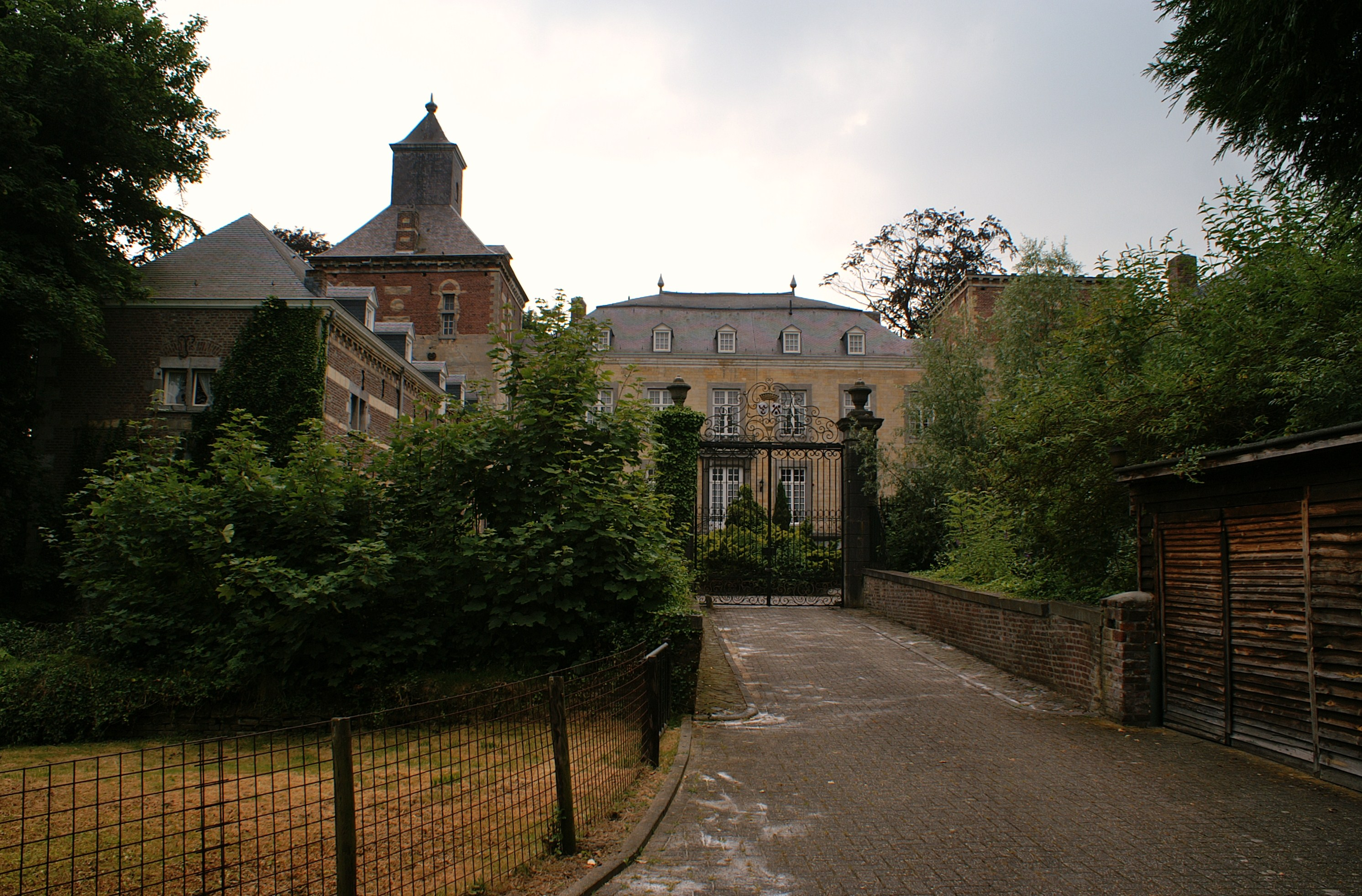
Kasteel Borgharen
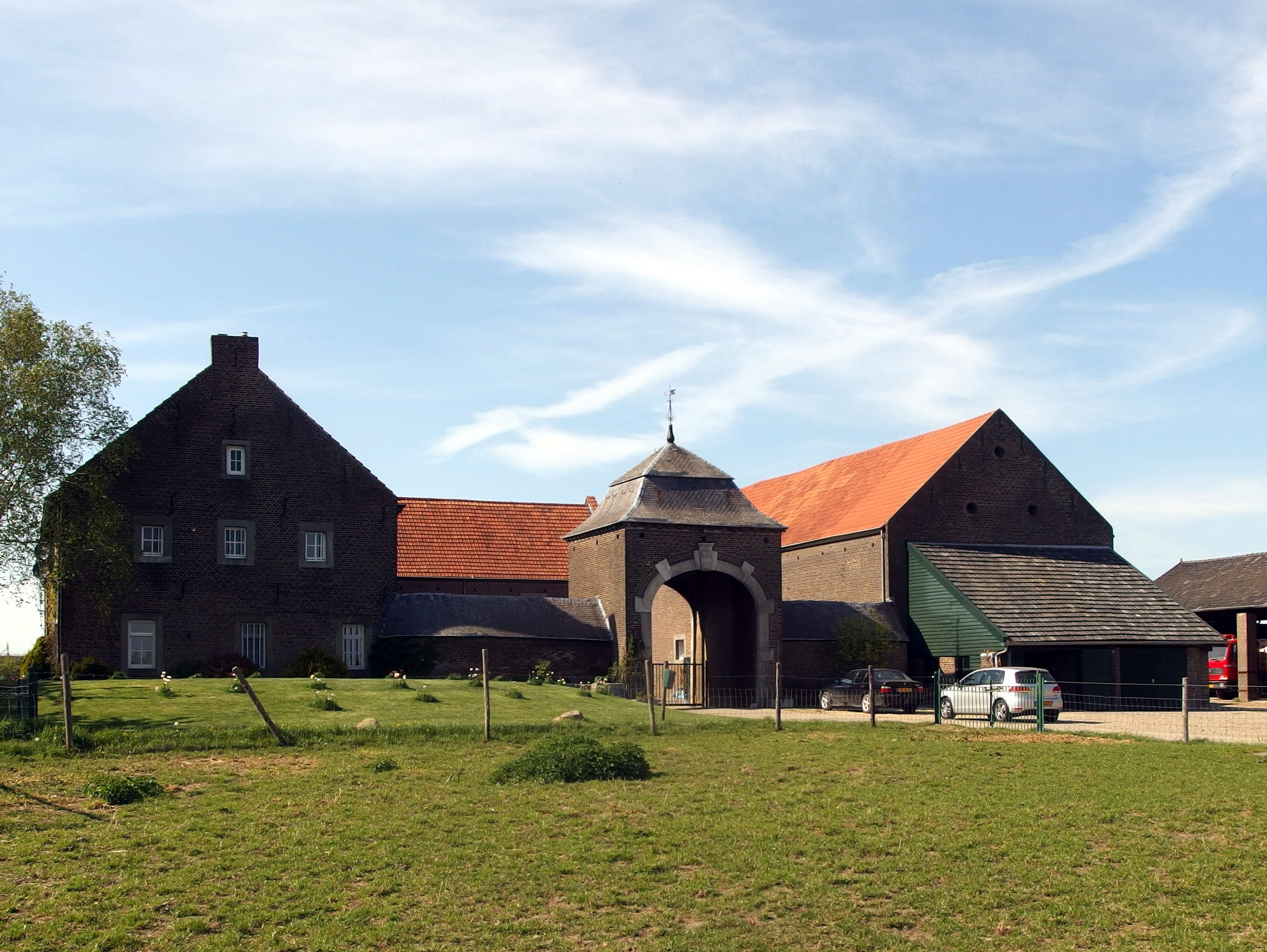
Wiegershof
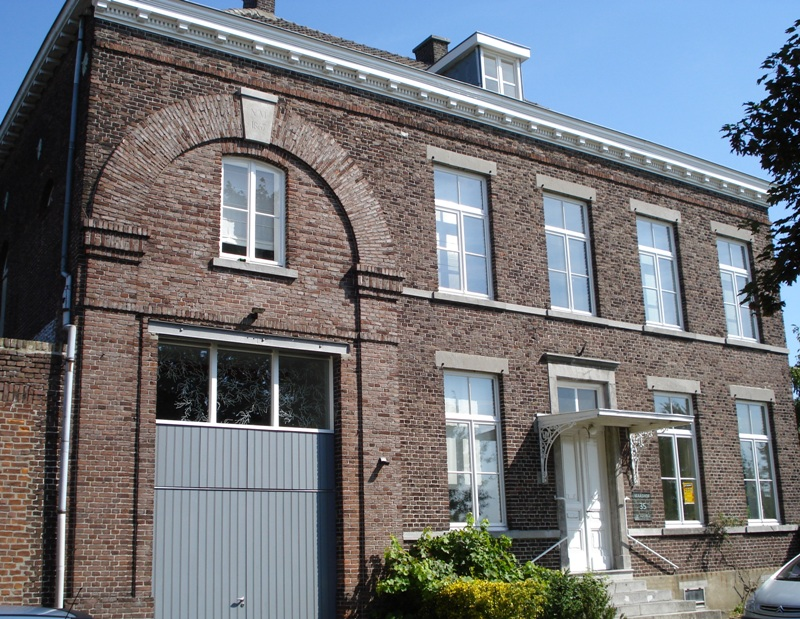
Maashof
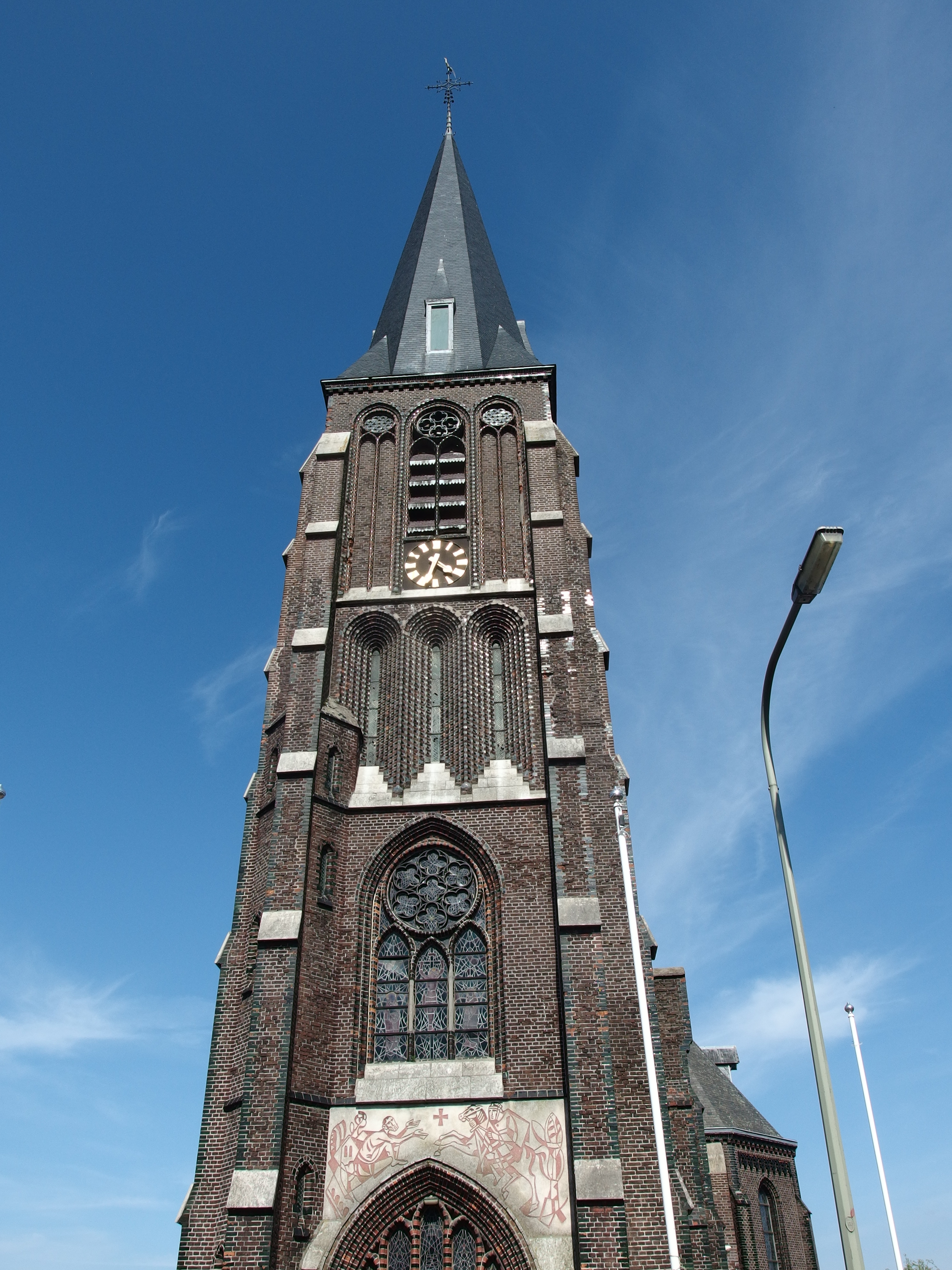
Toren St-Corneliuskerk

### Stuw, sluis en waterkrachtcentrale

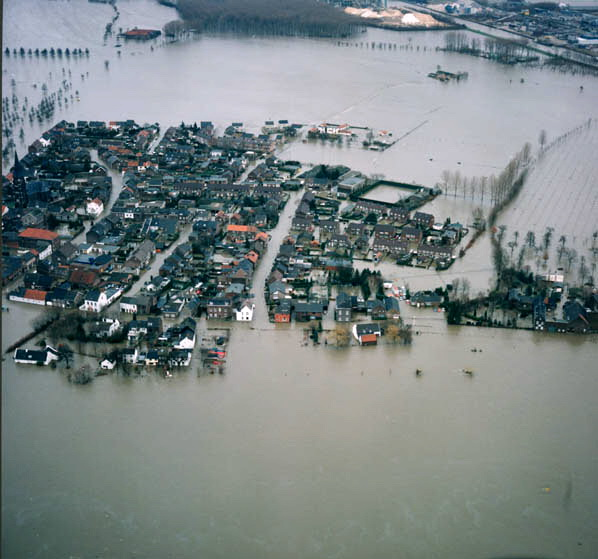
Overstroming van de Maas (1993)

Begin 20e eeuw voerden België en Nederland gesprekken over de verbetering van de Maas als transportroute. Toen de onderhandelingen mislukten, besloot Nederland het Julianakanaal aan te leggen. Ook het geheel op Nederlands grondgebied gelegen deel van de Maas in Maastricht werd aangepakt. Bij Borgharen werd een stuw in het bestaande rivierbed aangelegd (het Stuw- en sluiscomplex Borgharen) en een schutsluis aan het begin van het Julianakanaal (Sluis Limmel), waardoor het waterniveau in de Maas, stroomopwaarts van de stuw, werd verhoogd. De sluis werd ontworpen door ingenieur Otto Reich van Rijkswaterstaat en kreeg drie afvoeropeningen van elk 23 meter breed en een 30 meter brede scheepvaartopening. In 1925 werd met de bouw begonnen en vier jaar later, in 1929, was het werk gereed.
Al enige jaren bestaan er plannen voor de bouw van een waterkrachtcentrale in de Maas bij de stuw van Borgharen. Deze waterkrachtcentrale zou jaarlijks 46 miljoen kWh moeten gaan leveren, genoeg om 13.000 huishoudens van elektriciteit te voorzien. Het streven om de centrale in 2013 in gebruik te nemen is niet gehaald.

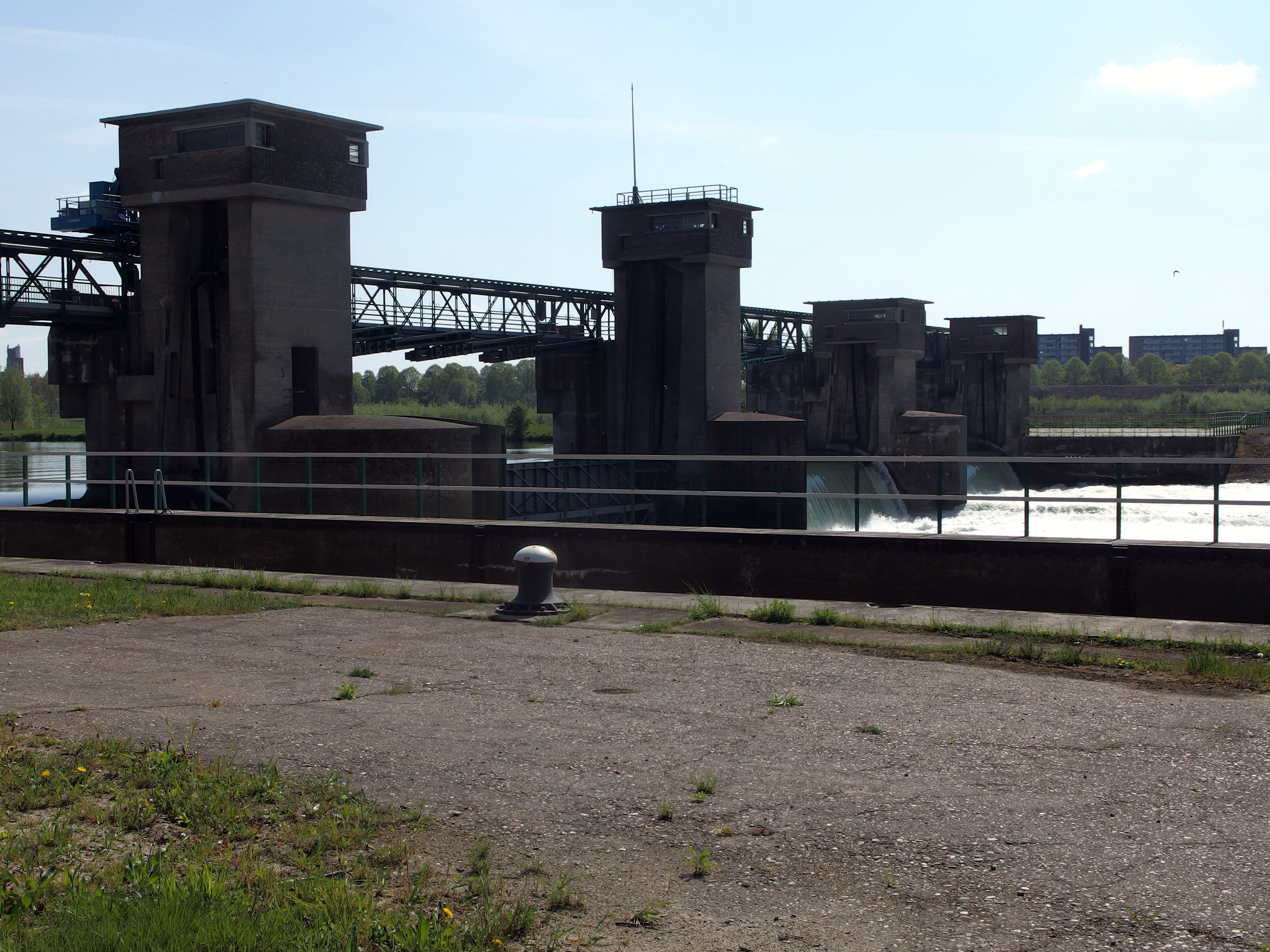
Sluis bij Borgharen
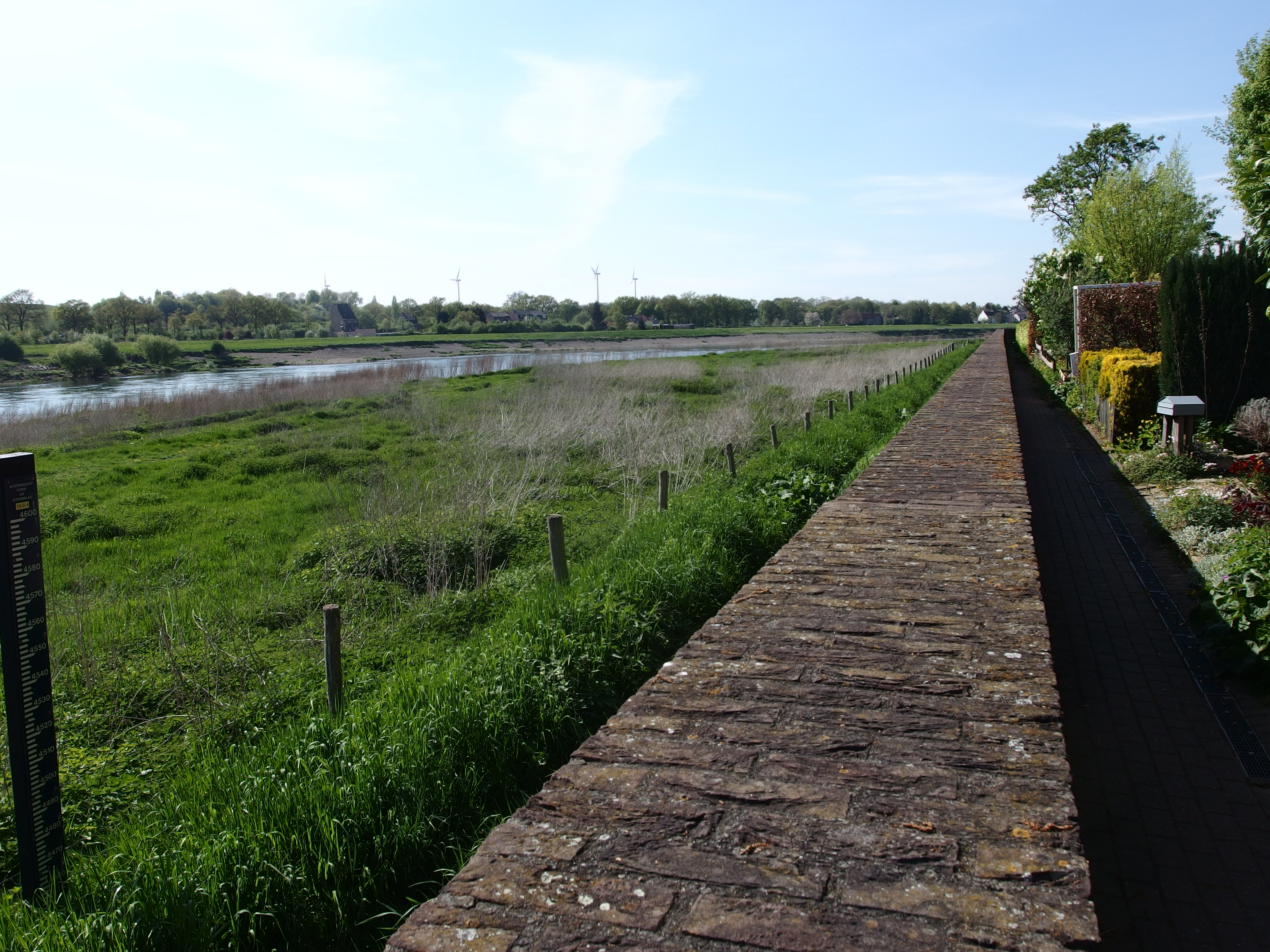
Waterkering langs Maas
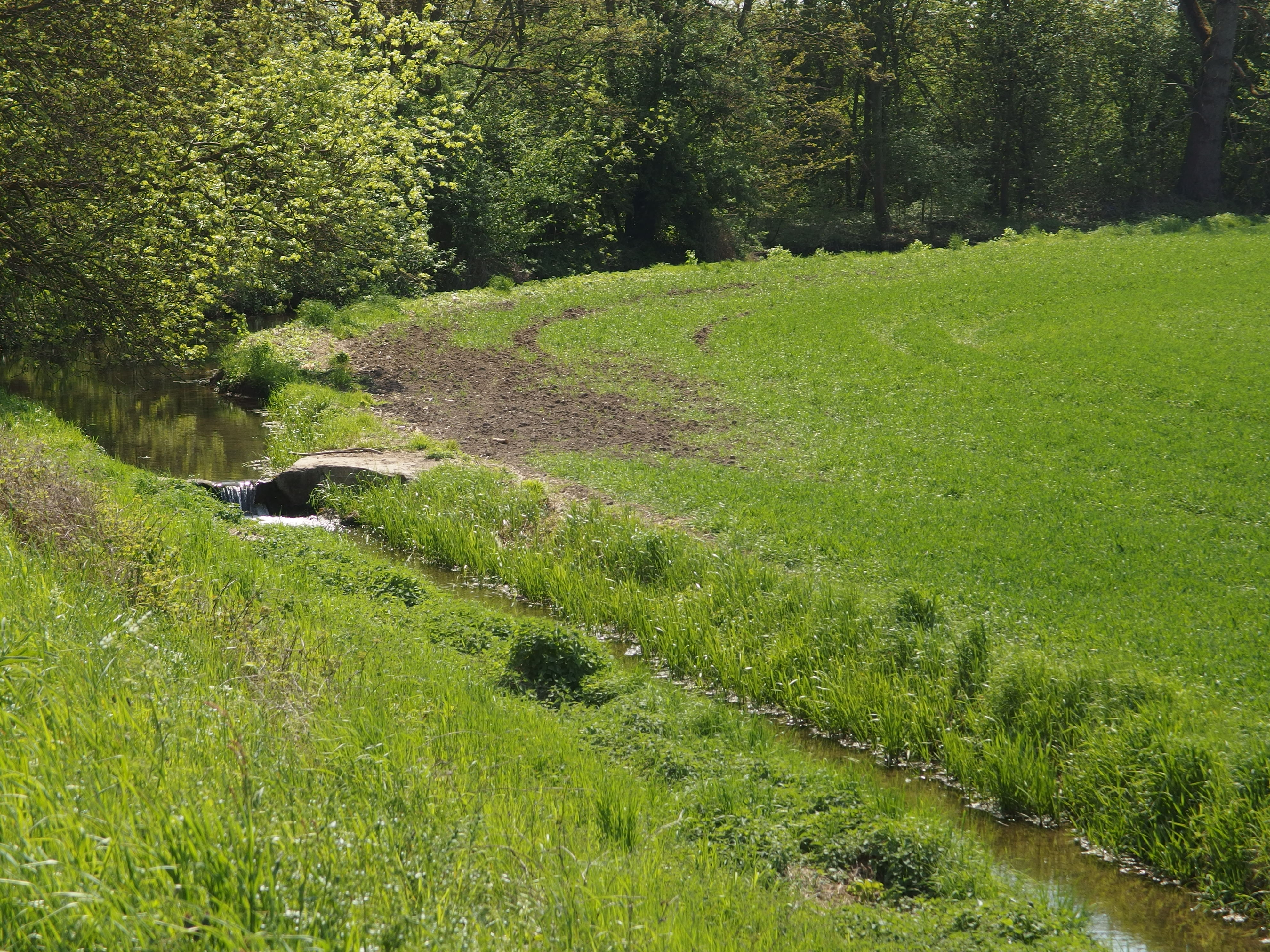
De Kanjel in Borgharen
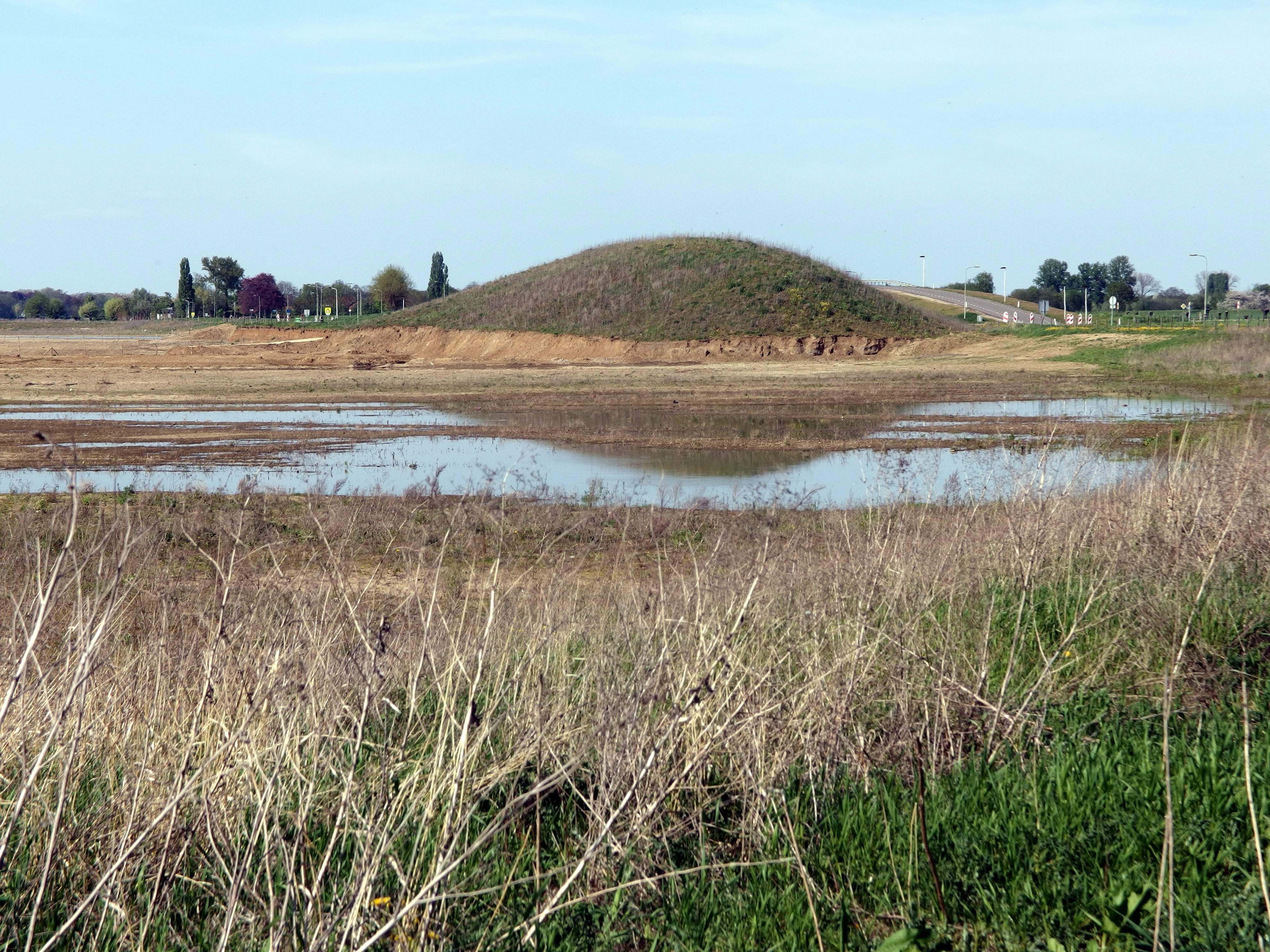
Grensmaasproject

## Economie
Op de westoever van het Julianakanaal bevindt zich het terrein van het voormalige Ankersmit, waar minerale grondstoffen worden opgeslagen en verwerkt. Sinds 1996 is dit bedrijf opgegaan in Sibelco.